# Монастирська скеля
«Монастирська скеля» — геологічна пам'ятка природи місцевого значення в Україні.
У 2010 році увійшла до складу національного природного парку «Дністровський каньйон».

## Розташування

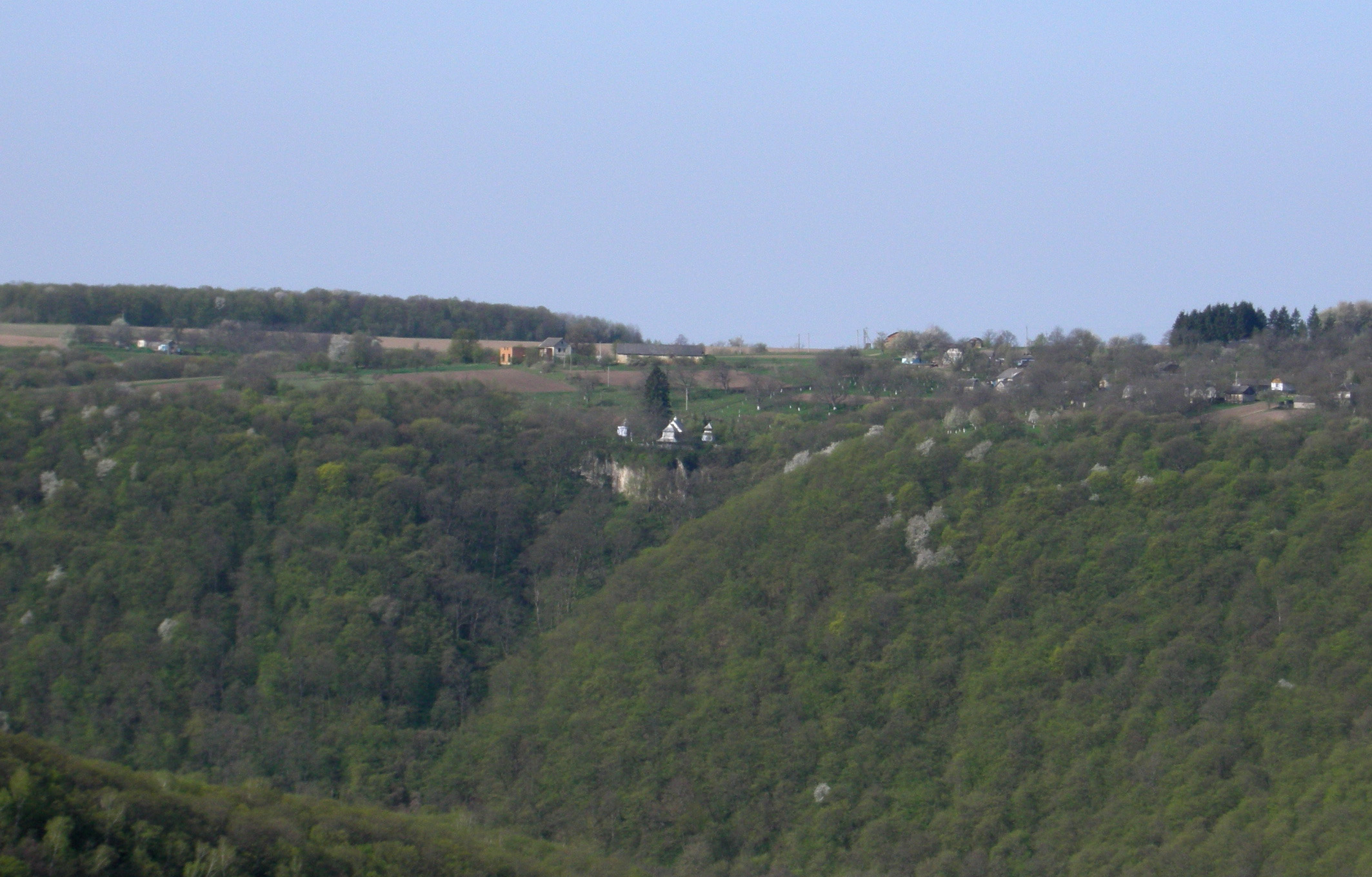
Вигляд на «Монастирську скелю» з урочища «Вірлиська» біля с. Жнибороди

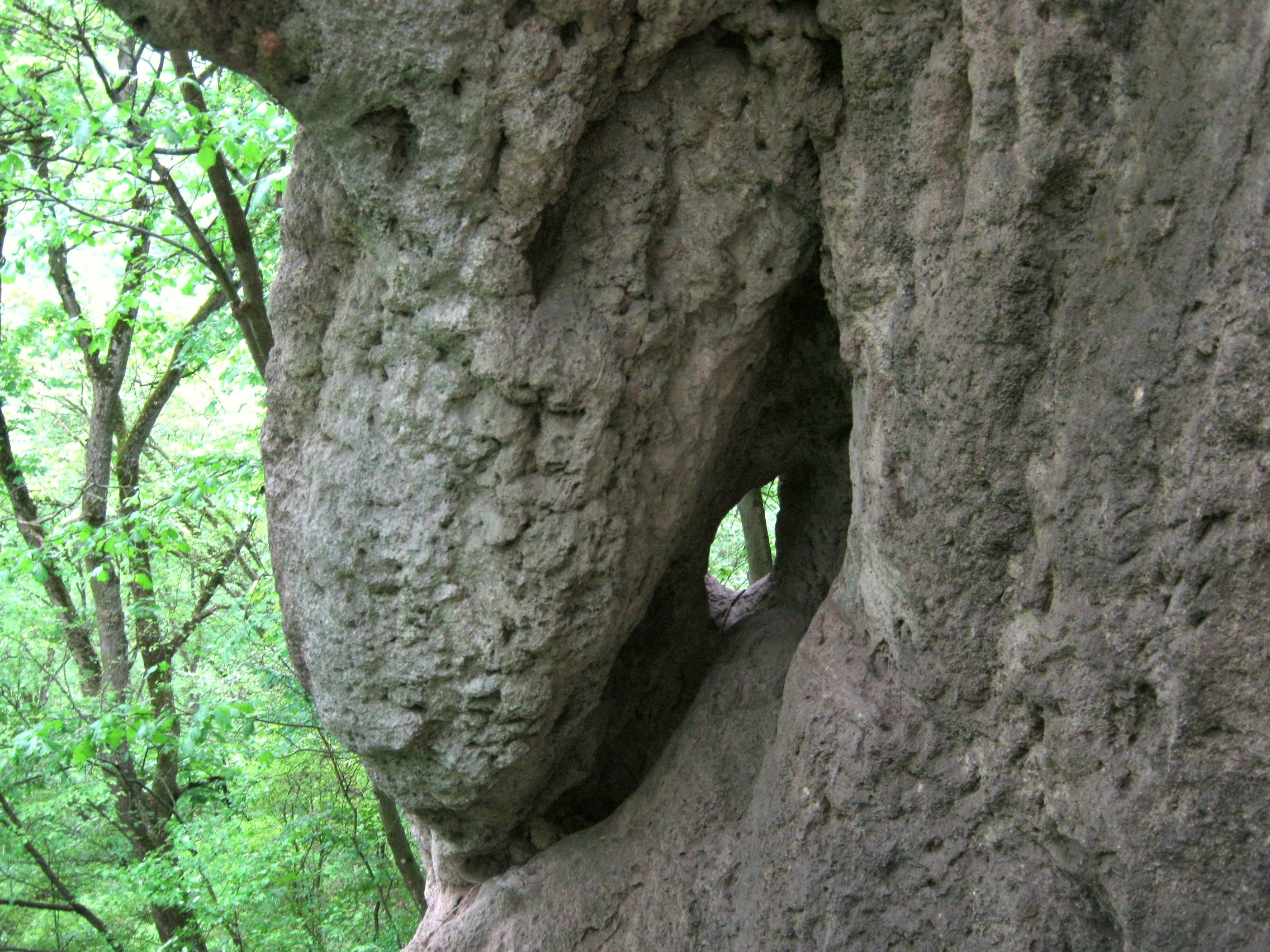
Фрагмент скелі

Пам'ятка природи розташована поблизу с. Сокільця Чортківського району Тернопільської області у кварталі 75 виділі 1 лісового урочища «Язловець» Язловецького лісництва ДП «Бучацьке лісове господарство».

## Пам'ятка
Статус пам'ятки надано рішенням виконавчого комітету Тернопільської обласної ради № 131 від 14 березня 1977 року.
На скелі збудована дерев'яна церква Покрови Божої Матері.

## Характеристика
Площа — 0,50 га.